# Khamis Al-Zahrani
Khamis Al-Zahrani (in arabo خميس الزهراني‎?; Ta'if, 3 agosto 1976) è un ex calciatore saudita, di ruolo centrocampista.

## Palmarès

### Nazionale
- Coppa d'Asia: 1

1996